# Teatrul din Oravița

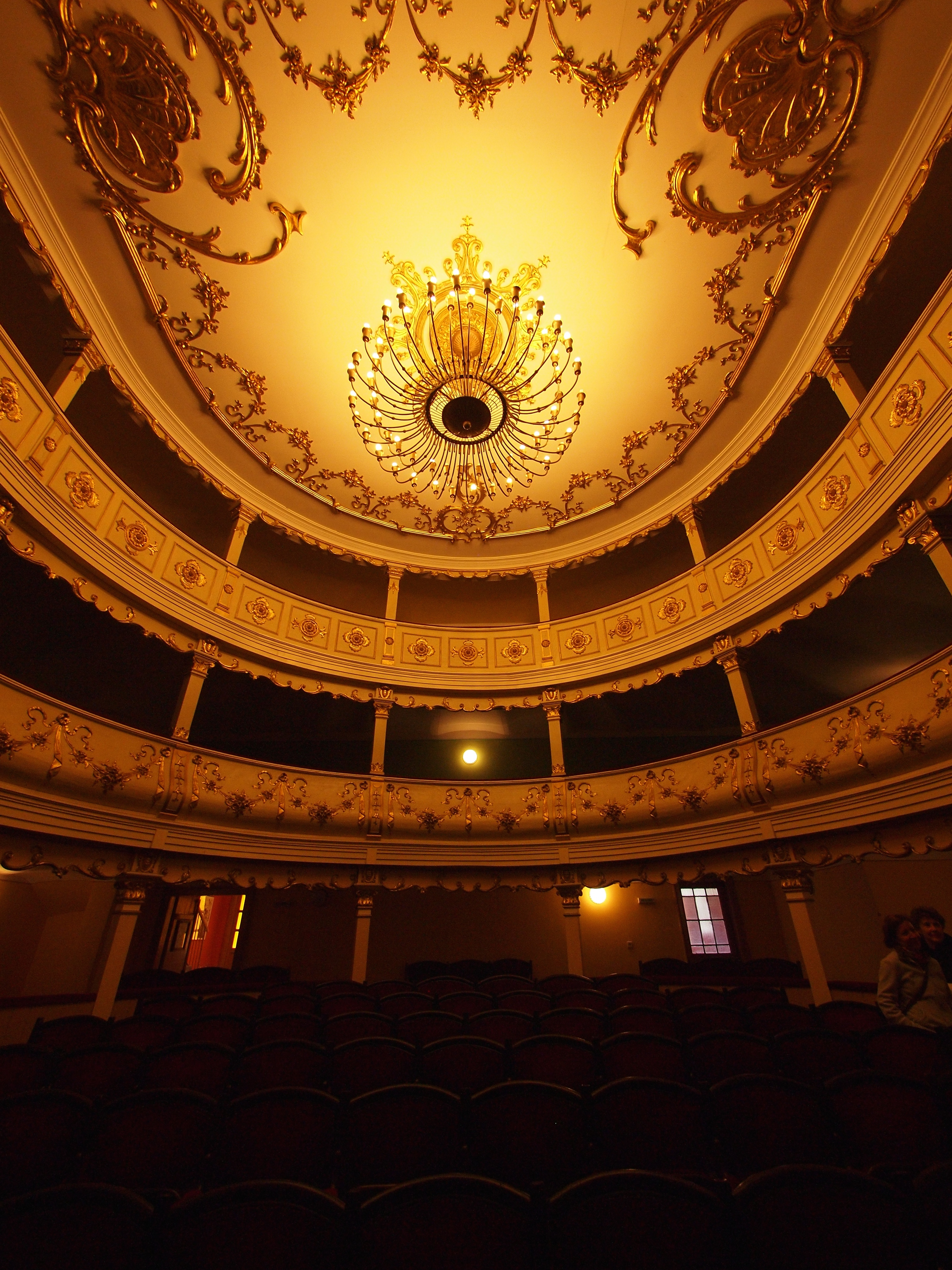

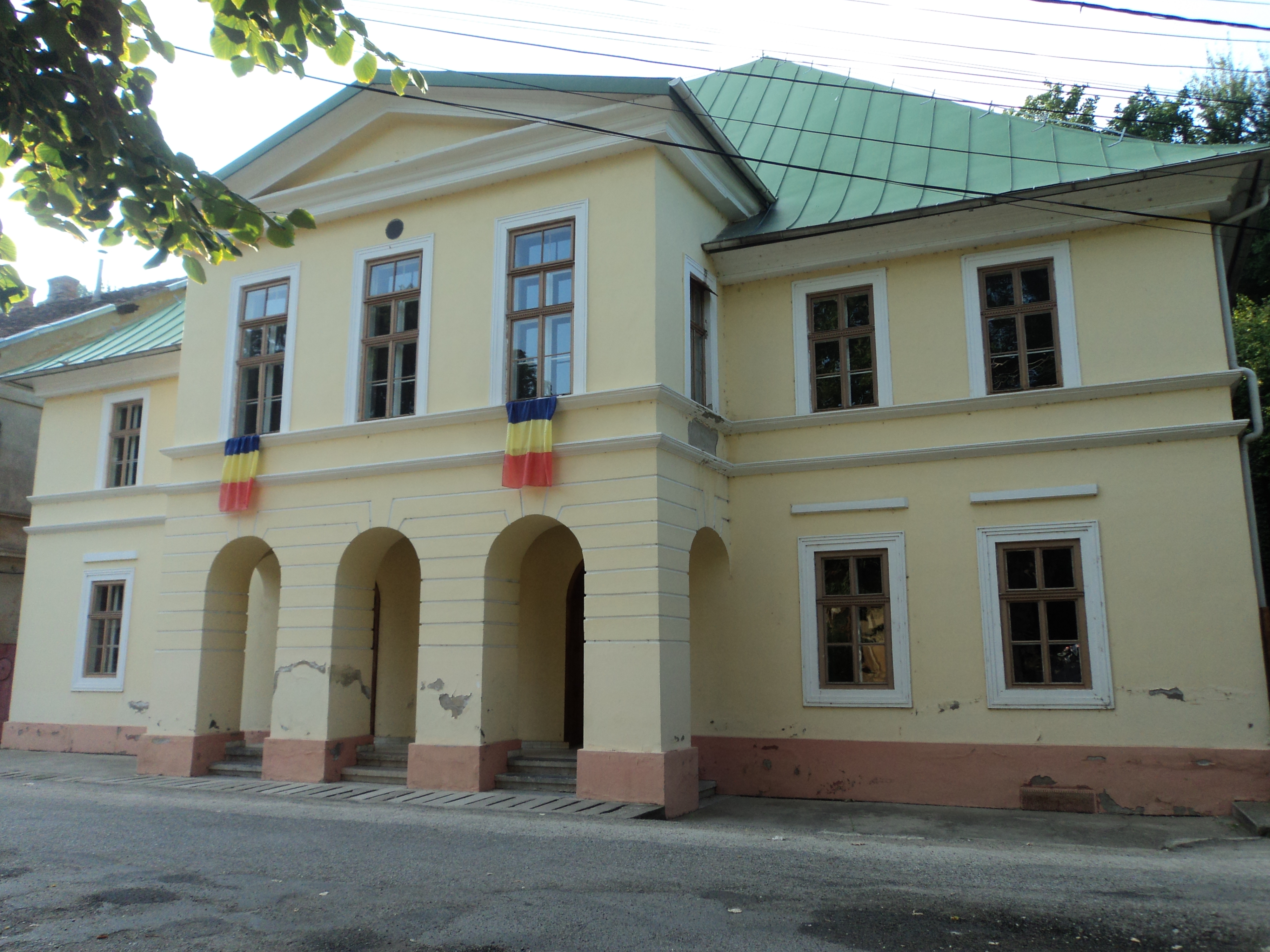

Teatrul din Oravița a fost construit în anul 1816 după modelul teatrului Burgtheater din Viena. Este cea mai veche clădire de teatru din Banat. În prezent adăpostește Muzeul de Istorie a Teatrului și a orașului Oravița. 
De asemenea, reprezintă prima clădire de teatru din Banat construită din piatră, precum și prima clădire din Europa luminată cu ajutorul lămpilor cu acetilenă.

## Istoric
Teatrul a fost inagurat în anul 1817 de împăratul Francisc I al Austriei și de împărăteasa Carolina Augusta.
Un episod aparte din istoria teatrului este legat de vizita trupei lui Mihail Pascaly, din care făcea parte și Mihai Eminescu, ca sufleur. Trupa a prezentat două spectacole, în zilele de 1 și 2 septembrie 1868.